# آرثر هيلير
آرثر هيلير (بالإنجليزية: Arthur Hiller)‏ (و. 1881 – 1941 م) هو لاعب كرة قدم، من ألمانيا، ولد في بفورتسهايم، يلعب كلاعب وسط، توفي في بفورتسهايم، عن عمر يناهز 60 عاماً.

## روابط خارجية
- آرثر هيلير على موقع قاعدة بيانات كرة القدم.إي يو (الإنجليزية)
- آرثر هيلير على موقع ناشيونال فوتبول تيمز (الإنجليزية)
- آرثر هيلير على موقع عالم كرة القدم.نت (الإنجليزية)